# Limnephilus antiquus
Limnephilus antiquus là một loài Trichoptera hóa thạch trong họ Limnephilidae.